# 達卡亞美尼亞教堂

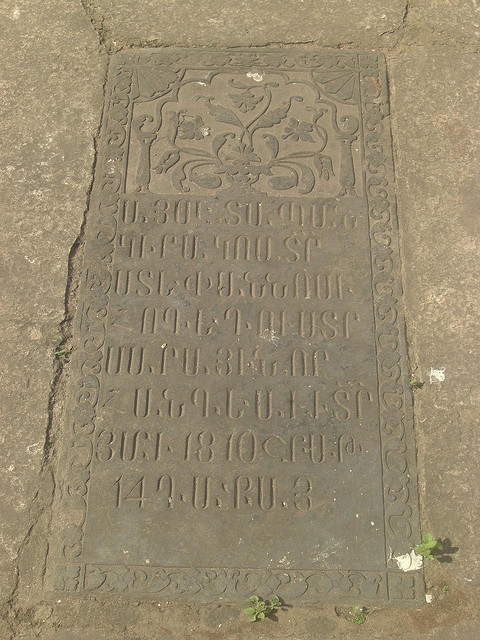
教堂墓園一塊墓碑上的亞美尼亞文銘文

達卡亞美尼亞教堂，全稱為亞美尼亞神聖復活教堂，位於孟加拉國首都達卡老城區的亞美尼亞區，建於1781年，教堂長約230公尺，有四座門與27扇窗戶，並有一座在教堂建成前便已存在的墓園。1837年，教堂西側建有一座鐘塔，但於1897年的地震中崩塌，另外原本教堂鐘樓中的掛鐘失竊，而以四個小型掛鐘取代，除此之外教堂的現狀與剛建成時的原貌差異不大。1996年，德雷莎修女訪問孟加拉時曾到訪此教堂。
這座教堂見證了孟加拉亞美尼亞社群的歷史，他們最早於17世紀早期來到孟加拉，多為從事黃麻貿易的商人，曾在達卡以此教堂為中心，形成亞美尼亞區。現在孟加拉的亞美尼亞社群已經消失，管理此教堂的麥可·約瑟夫·馬丁（Mikel Housep Martirossian）可能是最後一位孟加拉的亞美尼亞人，2014年，馬丁得到中風，移居加拿大與其女兒同住，將管理教堂的責任移交給阿門·阿爾斯拉尼安（Armen Arslanian），阿門出生於阿根廷，於2008年因經商而到達卡，並與馬丁有所往來。阿門除了管理、修復教堂中的文物外，也致力於整理當地亞美尼亞人留下的史料，並為當地貧民提供糧食與醫療資源。

## 圖集

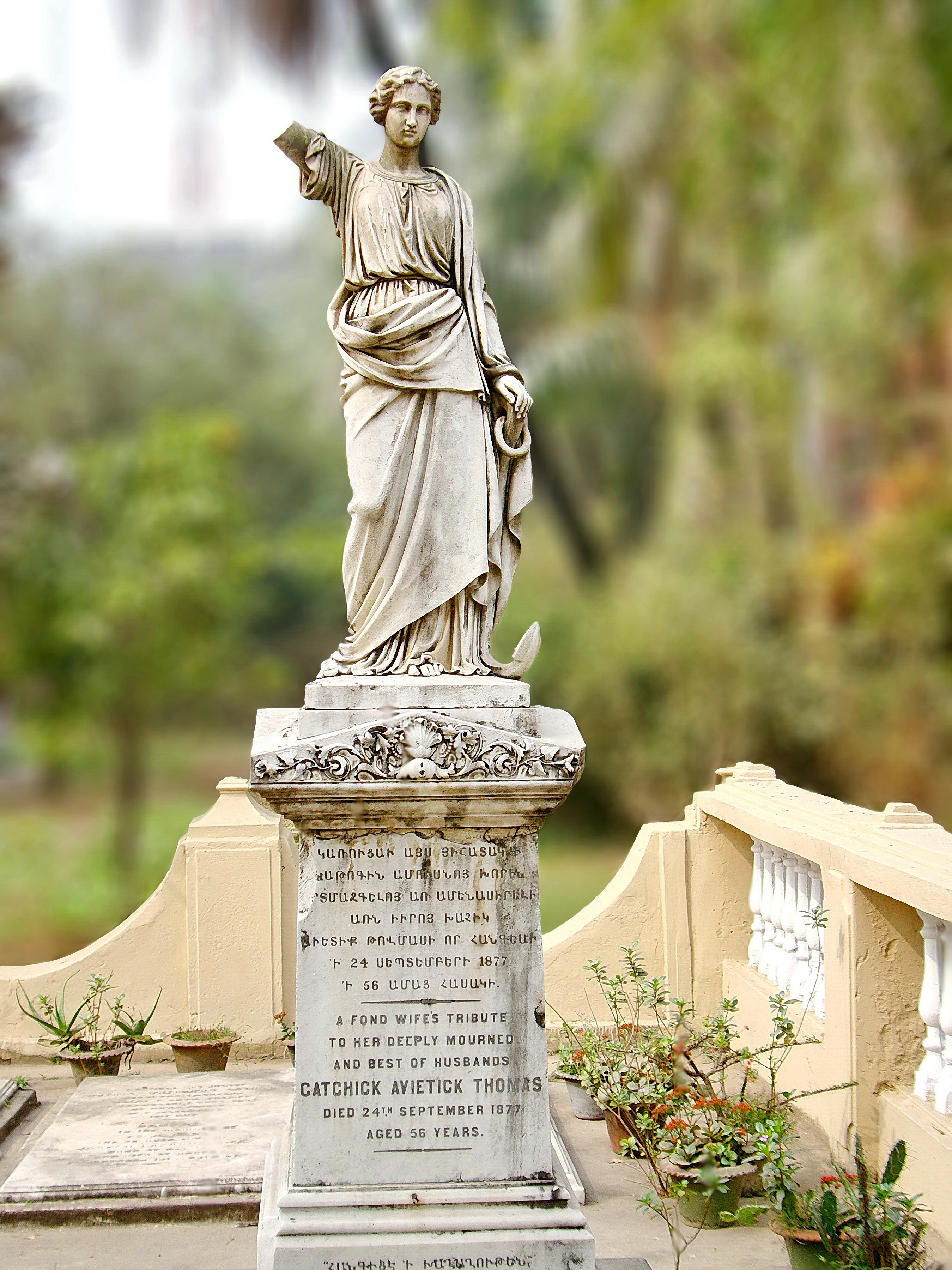
教堂中的雕像
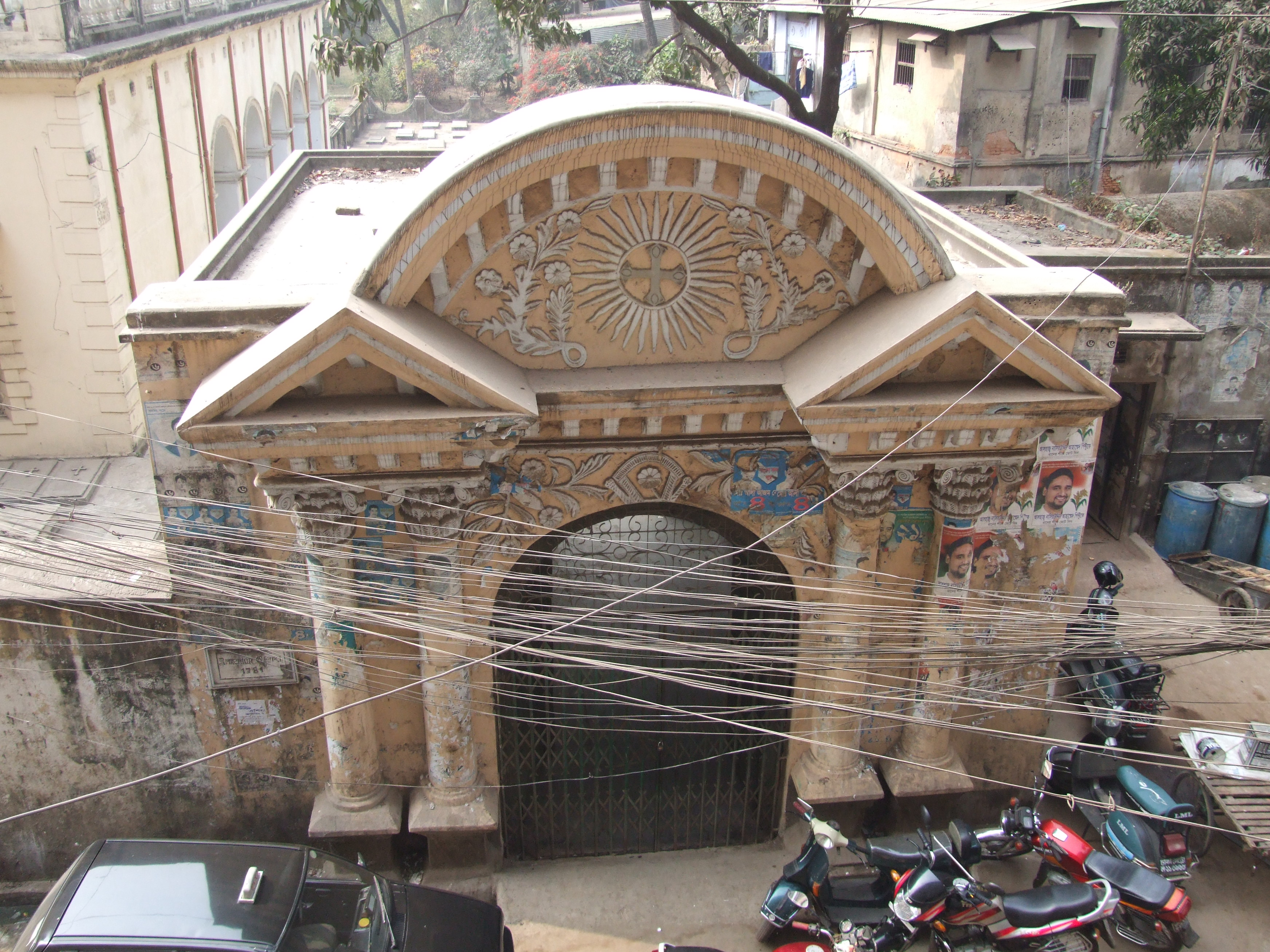
教堂入口
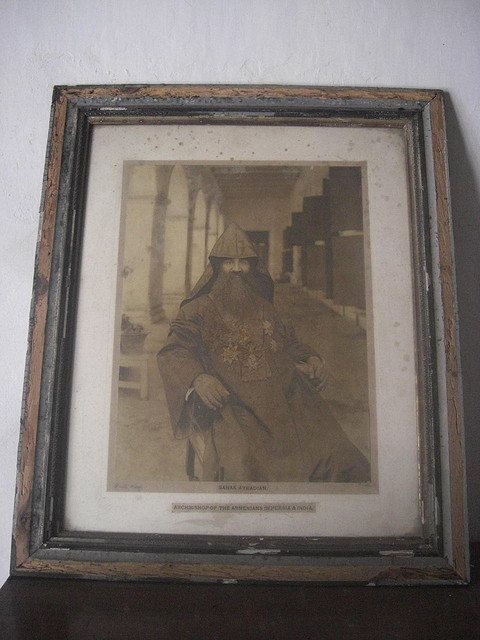
大主教 Sahak Ayvatian
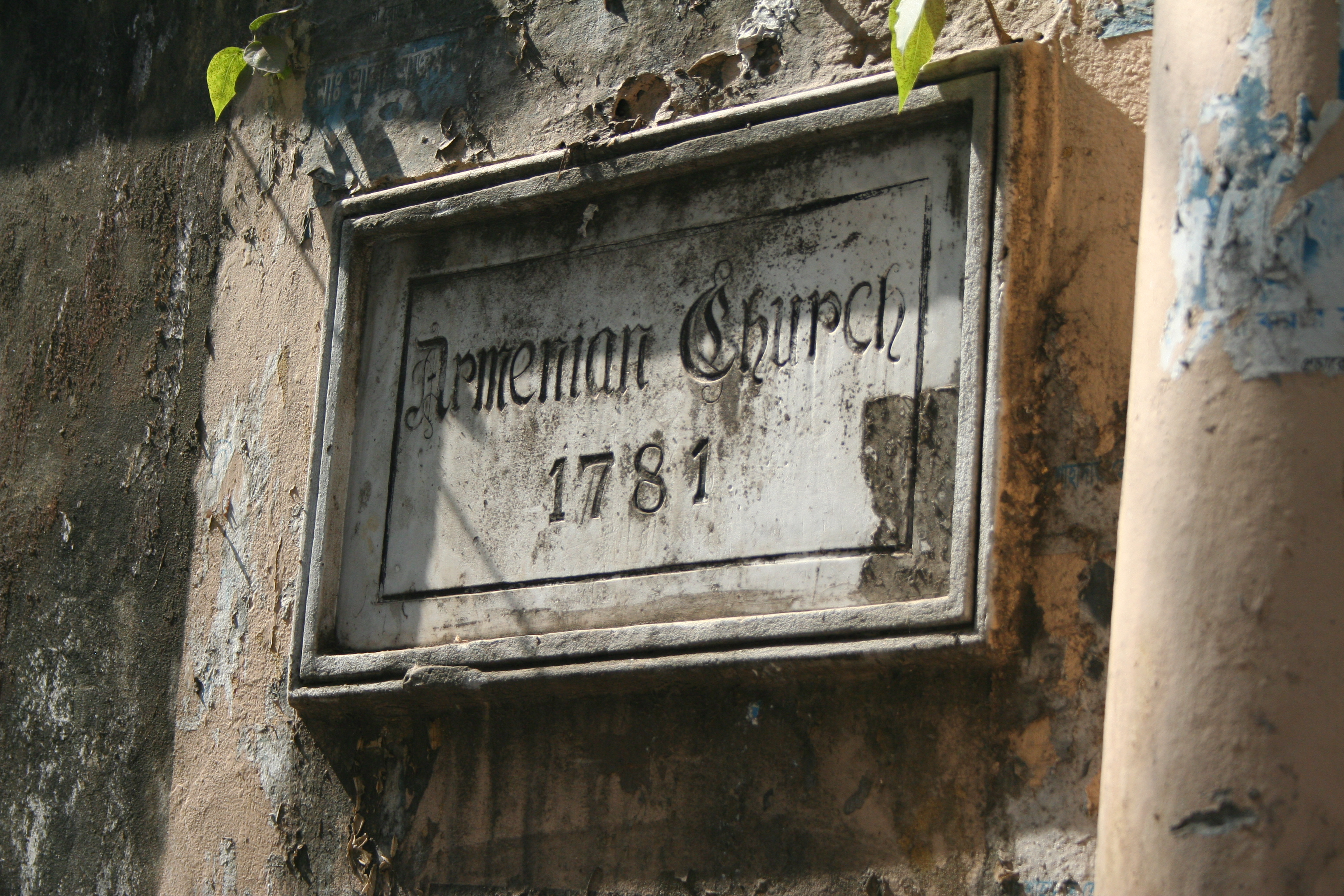
教堂的牌匾
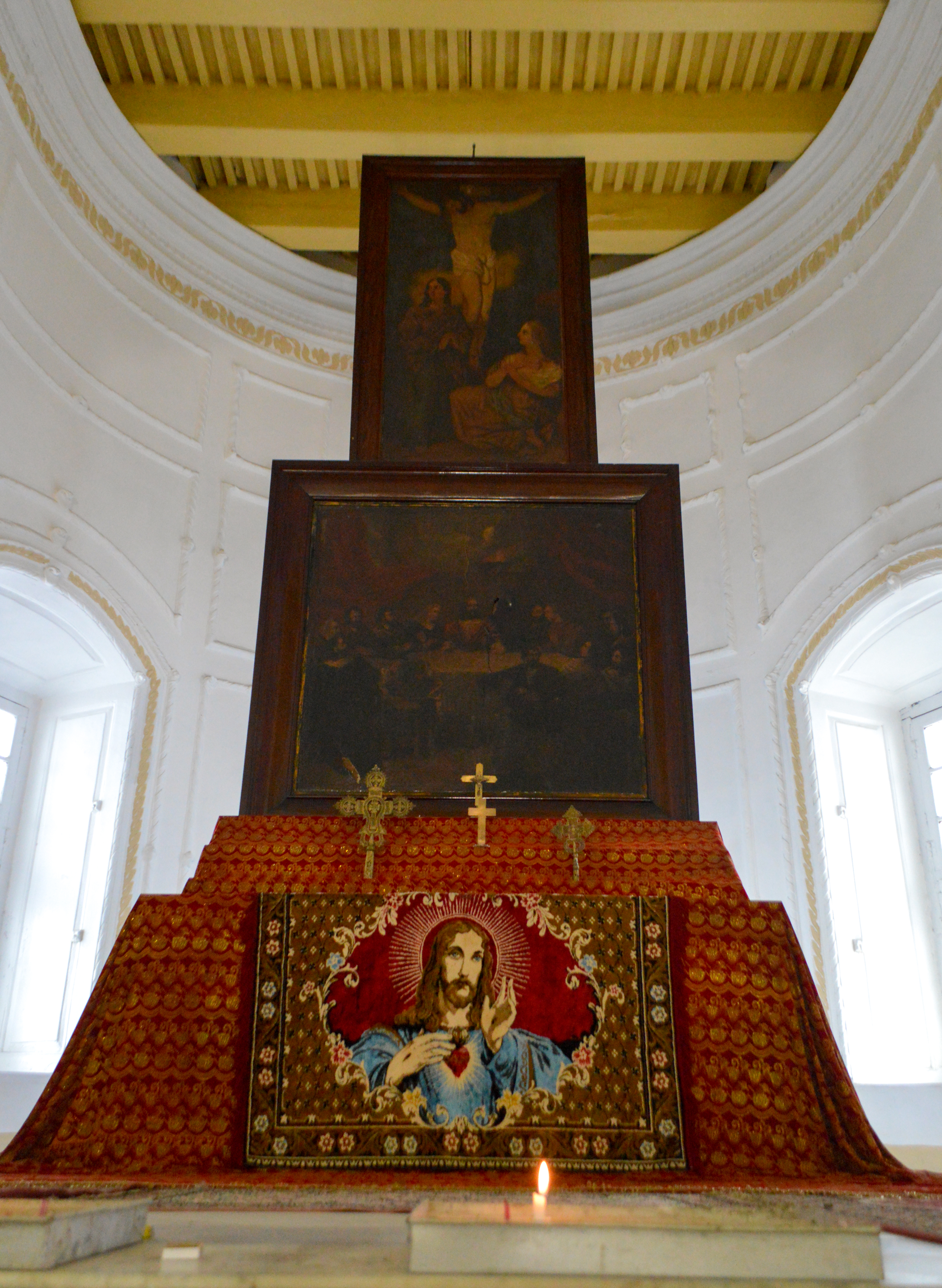
聖壇